# Miss Marple (TV-serie)
Miss Marple (engelska: Agatha Christie's Miss Marple) är en brittisk TV-serie baserad på Miss Marples mordmysterieromaner av Agatha Christie, med Joan Hickson i titelrollen. Den sändes från 26 december 1984 till 27 december 1992 på BBC1. Alla tolv ursprungliga Miss Marple-romaner av Christie dramatiserades.
Manuset skrevs av T. R. Bowen, Julia Jones, Alan Plater, Ken Taylor och Jill Hyem, och serien producerades av George Gallaccio. Förutom att den finns tillgänglig på VHS och DVD började serien släppas på Blu-ray Disc i oktober 2014, vilket markerade dess 30-årsjubileum.

## Bakgrund
Agatha Christie hade aldrig varit särskilt nöjd med flertalet av filmatiseringarna av hennes verk, och enligt hennes barnbarn Mathew Prichard, som tog hand om hennes kvarlåtenskap efter hennes död, "brydde hon sig inte heller särskilt mycket om TV". Producenten Pat Sandys från London Weekend Television kontaktade först Prichard och Christies dödsbo med en detaljerad plan för att filmatisera romanerna Varför bad de inte Evans? och De sju urens mysterium i början av 1980-talet. Även om de behandlades likgiltigt av kritikerna var projekten populära hos publiken och ledde till inspelningen av ett antal noveller och Tommy och Tuppence Beresford-berättelserna, inklusive Den hemlighetsfulle motståndaren i den efterföljande serien Agatha Christie's Partners in Crime. I och med framgången med den serien fick BBC godkännande att producera berättelserna om en av Christies mest kända detektiver.
När BBC fick filmrättigheterna till alla tolv Miss Marple-romaner samexisterade rättigheterna till tre av dem och skulle löpa ut i slutet av 1988. Spegeln sprack från kant till kant hade redan filmatiserats och haft biopremiär 1980 med Angela Lansbury i rollen, och samma produktionsbolag var i färd med att filma Ett karibiskt mysterium och Trick med speglar med Helen Hayes för TV-sändning. Därmed var dessa tre titlar de sista som dramatiserades enligt BBC:s avtal.
Adaptionerna är i huvudsak trogna originalromanerna. Joan Hickson, som spelade Miss Marple, var själv en åttioåring under större delen av seriens produktion. 1980 hade hon medverkat i en mindre roll som Mrs Rivington i Varför bad de inte Evans?. Årtionden tidigare hade hon medverkat i en mindre roll i 4.50 från Paddington, där Margaret Rutherford spelade Miss Marple och intressant nog refererade till Hicksons karaktär som den yngre generationen. Hickson hade också medverkat i en scenversion av romanen Döden till mötes 1946, varefter Christie skickade ett meddelande till Hickson där det stod: "Jag hoppas att du en dag kommer att spela min kära Miss Marple."

## Karaktärer

### Permanenta karaktärer
Förutom Miss Marple finns det två halvpermanenta karaktärer i serien. Den första är kommissarie (senare polisinspektör) Slack, spelad av David Horovitch; den andra är konstapel (senare sergeant) Lake, spelad av Ian Brimble. Slack och Lake medverkar i fem avsnitt: "Liket i biblioteket", "Mordet i prästgården", "4.50 från Paddington", "Trick med speglar" och "Spegeln sprack från kant till kant". De är de officiella detektiverna, och båda (särskilt Slack) ogillar och är till en början irriterade på Miss Marple, hennes inblandning och hennes metoder, men de kommer så småningom att respektera (och faktiskt i Lakes fall, tycka om) henne.
- Polisinspektör/poliskommissarie Slack (David Horovitch) – Slack är den högste tjänstemannen som ansvarar för många fall. Han har beskrivits som "en man som aldrig har strävat mer efter att motsäga sitt namn". Miss Marple beskriver honom som att han hade "samma personlighet som en dieselmotor, högst oattraktiv, men effektiv". När Slack först träffade Miss Marple fick hennes märkliga personlighet och hennes udda metoder honom att tro att hon var "knäpp", och tog därför ingen notis om henne. Slack ogillade särskilt det faktum att hans överordnade hade höga tankar om Miss Marple och konsulterade henne för råd (även om han senare gjorde detsamma). Vanligtvis förbigår Slack Miss Marples övertygelser och ogillar att hon lägger sig i, även om han senare kommer att uppskatta hennes råd. I sitt sista framträdande avslöjas det att Slack har befordrats till polisinspektör och verkar ha blivit klokare och till och med sagt åt en officer att konsultera Miss Marple. I "Trick med speglar" avslöjas det att Slack har en hemlig passion för trolleritrick och tränar i hemlighet. Slack förekommer i romanerna Mordet i prästgården och Liket i biblioteket.

- Poliskonstapel/Sergeant Lake (Ian Brimble) – Lake är Slacks kollega och arbetar ofta med honom. Han är också mycket förbryllad över Miss Marple, hennes udda sätt, hennes ovanliga metoder och hennes påståenden om att lösa fallen baserat på triviala historier från hennes förflutna. Skillnaden var dock att medan miss Marple irriterade Slack, tyckte Lake att hon var ganska rolig. Vid tiden för Trick med speglar är Lake på god fot med Miss Marple och avslöjar också att han har en ung son som heter Adam. När Slack blir befordrad får Lake fler roller i konsten att utreda brott, men förblir sergeant. Lake är med i romanen Trick med speglar.

### Återkommande karaktärer
Det finns andra återkommande karaktärer i Miss Marple:
- John Castle dyker upp som kommissarie Dermot Eric Craddock i "Ett mord annonseras" och "Spegeln sprack från kant till kant". Craddock var okänd för miss Marple i den förra berättelsen, men hade blivit hennes brorson genom den senare.
- Gwen Watford medverkar som Mrs Dolly Bantry i "Liket i biblioteket" och "Spegeln sprack från kant till kant".
- Barbara Hicks medverkar som Miss Hartnell i "Mordet i prästgården" och "Spegeln sprack från kant till kant".
- Christopher Good dyker upp som Christopher Hawes, kyrkoherden i "Mordet i prästgården" och kyrkoherden i "Spegeln sprack från kant till kant".
- Rhoda Lewis är byhandlaren och brevbäraren Mrs Brogan i "En ficka full med råg", "4.50 från Paddington" och "Spegeln sprack från kant till kant".
- Miss Marples brorson Raymond West medverkar i "Miss Marples sista fall" (spelad av David McAlister) och i "Ett karibiskt mysterium" och "Spegeln sprack från kant till kant" (spelad av Trevor Bowen).
- Jason Rafiel medverkar i "Nemesis" spelad av Frank Gatliff och "Ett karibiskt mysterium" spelad av Donald Pleasence (även om de två avsnitten utspelar sig i omvänd ordning som de sändes till).

## Episoder
| #  | Titel                                | Datum         | Gästskådespelare och synopsis | IMDb länk |
| -- | ------------------------------------ | ------------- | --- | --------- |
| 1  | "Liket i biblioteket"                | December 1984 | Gwen Watford, Moray Watson, Trudie Styler, Jess Conrad, Ciaran Madden, Keith Drinkel, Debbie Arnold, Frederick Jaeger, Valentine Dyall, Raymond Francis, David Horovitch, Anthony Smee, Andrew Cruickshank, Hugh Walters, Arthur Bostrom, Stephen Churchett, John Moffatt | [ 7 ]     |
| 1  | "Liket i biblioteket"                | December 1984 | Miss Marple hjälper sina grannar Bantry när en ung flicka hittas död i deras bibliotek. Flickan spåras till en semesterort vid kusten och en rik mans familj. | [ 7 ]     |
| 2  | "Mord per korrespondens"             | Februari 1985 | Michael Culver, Elizabeth Counsell, Richard Pearson, Sabina Franklyn, Andrew Bicknell, Deborah Appleby, Hilary Mason, Dilys Hamlett, John Arnatt, Sandra Payne, Geoffrey Davion, Victor Maddern, Gordon Rollings, Patsy Smart, Gerald Sim | [ 8 ]     |
| 2  | "Mord per korrespondens"             | Februari 1985 | Hatbrev skickas till flera personer i byn. Det verkar som ett dåligt skämt tills ett hittas bredvid ett självmord. Kyrkoherdens fru är vän till miss Marple och ber henne att komma och avslöja förövaren. Därpå hittas ytterligare ett lik, denna gång ett mordoffer. | [ 8 ]     |
| 3  | "Ett mord annonseras"                | Mars 1985     | Ursula Howells, Renée Asherson, Joan Sims, John Castle, Sylvia Syms, Ralph Michael, Paola Dionisotti, Samantha Bond, Simon Shepherd, Mary Kerridge, David Collings, Elaine Ives-Cameron, Joyce Carey, Kevin Whately, Liz Crowther | [ 9 ]     |
| 3  | "Ett mord annonseras"                | Mars 1985     | En sällskapslek spårar ut och en ung schweizare dör. Vänner och grannar börjar ge sig på varandra och polisinspektör Craddock står handfallen. Som tur är besöker miss Marple sin systerdotter och hjälper till att lösa fallet. | [ 9 ]     |
| 4  | "En ficka full med råg"              | Mars 1985     | Peter Davison, Timothy West, Stacy Dorning, Annette Badland, Fabia Drake, Clive Merrison, Rachel Bell, Selina Cadell, Tom Wilkinson, Susan Gilmore, Frank Mills, Louis Mahoney | [ 10 ]    |
| 4  | "En ficka full med råg"              | Mars 1985     | Medlemmar av en rik affärsfamilj mördas en efter en och även en av tjänarna. Mordmetoden påminner miss Marple om den gamla barnramsan Sing a Song of Sixpence och hon lovar att hitta mördaren. | [ 10 ]    |
| 5  | "Mordet i prästgården"               | December 1986 | Paul Eddington, Cheryl Campbell, Robert Lang, Polly Adams, James Hazeldine, Jack Galloway, Rosalie Crutchley, Norma West, Christopher Good | [ 11 ]    |
| 5  | "Mordet i prästgården"               | December 1986 | Döden är inte långt borta från miss Marple när överste Lucius Protheroe mördas i den idylliska byn St. Mary Mead — till råga på allt i kyrkoherdens arbetsrum. | [ 11 ]    |
| 6  | "Miss Marples sista fall"            | Januari 1987  | Geraldine Alexander, John Moulder-Brown, Jean Anderson, Terrence Hardiman, Frederick Treves, John Bennett, Geraldine Newman, Jack Watson, Jean Heywood, Amanda Boxer, John Ringham, David McAlister, Kenneth Cope, Gary Watson, Donald Burton, Sheila Raynor | [ 12 ]    |
| 6  | "Miss Marples sista fall"            | Januari 1987  | Den unga hustrun Gwenda börjar se bilder från det förflutna i det hus i Devon som hon och hennes man köpt. Med miss Marples vägledning inser hon att hon som barn bevittnade mordet på sin styvmor där för 20 år sedan. Trots miss Marples råd att låta historien vila bestämmer sig de nygifta för att utreda brottet, vilket sätter Gwendas eget liv på spel genom att hetsa en mördare till förnyad handling.              | [ 12 ]    |
| 7  | "Bertrams hotell"                    | Februari 1987 | Caroline Blakiston, Joan Greenwood, George Baker, James Cossins, Helena Michell, Irene Sutcliffe, Preston Lockwood, Edward Burnham, Donald Burton, Peter Baldwin | [ 13 ]    |
| 7  | "Bertrams hotell"                    | Februari 1987 | Falska identiteter, stölder och en brottsliga är bara toppen av isberget när miss Marple bor på ett mycket civiliserat hotell i London (som ibland sägs vara modellerat efter Brown's Hotel), där ingenting är vad det verkar. Miss Marple hjälper polisen. Mord följer naturligtvis, vilket leder till en spännande jakt och en tragedi innan fakta avslöjas.                                                                | [ 13 ]    |
| 8  | "Nemesis"                            | Februari 1987 | Margaret Tyzack, John Horsley, Anna Cropper, Valerie Lush, Helen Cherry, Peter Tilbury, Liz Fraser, Bruce Payne, Joanna Hole, Jane Booker, Frank Gatliff, Peter Copley, Roger Hammond, Patrick Godfrey | [ 14 ]    |
| 8  | "Nemesis"                            | Februari 1987 | Miss Marple skickas av en död miljonär på en bussresa för att skipa rättvisa, men för vem är oklart. Hon lovar att ta reda på sanningen och tillsammans med sin brorson kopplar hon ihop miljonären med en död flicka, Verity Hunt, och en familj av systrar som bor i en nergången herrgård. Ännu ett dödsfall inträffar innan miss Marple upptäcker att kärlek, såväl som hat, kan vara en orsak till mord.                 | [ 14 ]    |
| 9  | "4.50 från Paddington"               | December 1987 | Maurice Denham, Joanna David, Jill Meager, Andrew Burt, Jean Boht, John Hallam, David Waller | [ 15 ]    |
| 9  | "4.50 från Paddington"               | December 1987 | Miss Marples väninna blir vittne till ett mord i en järnvägsvagn som löper parallellt med hennes egen, så miss Marple anlitar en påhittig ung kvinna för att undersöka saken. Sökandet leder till ett fallfärdigt gods, där de misstänker att kroppen dumpats. Men den till synes oskyldiga familjen som bor där har sina egna hemligheter.                                                                                   | [ 15 ]    |
| 10 | "Ett karibiskt mysterium"            | December 1989 | Donald Pleasence, Sophie Ward, Adrian Lukis, T. P. McKenna, Frank Middlemass, Sue Lloyd, Michael Feast, Sheila Ruskin, Joseph Mydell | [ 16 ]    |
| 10 | "Ett karibiskt mysterium"            | December 1989 | Under en semester på Barbados får miss Marple veta av en äldre major att han känner en mördare. Majoren hittas död, till synes av naturliga orsaker, men misstankar växer om orsaken. En anställd på semesterorten mördas och med en ny allierad är miss Marple en manipulativ och hänsynslös mördare på spåren. | [ 16 ]    |
| 11 | "Trick med speglar"                  | December 1991 | Jean Simmons, Joss Ackland, Faith Brook, Holly Aird, Christopher Villiers, Brenda Cowling | [ 17 ]    |
| 11 | "Trick med speglar"                  | December 1991 | På ett gods som har blivit en privat institution för unga brottslingar besöker miss Marple sin gamla skolkamrat Carrie Louise. När Carrie Louises styvson dödas ställs polisen inför många misstänkta. Ett andra mord äger rum innan miss Marple hjälper till att identifiera mördaren. | [ 17 ]    |
| 12 | "Spegeln sprack från kant till kant" | December 1992 | Claire Bloom, Barry Newman, Gwen Watford, John Castle, Elizabeth Garvie, Judy Cornwell, Glynis Barber, Christopher Hancock, Rose Keegan, Amanda Elwes, Christopher Good, Margaret Courtenay | [ 18 ]    |
| 12 | "Spegeln sprack från kant till kant" | December 1992 | Hollywood kommer till St. Mary Mead när den avdankade filmstjärnan Marina Gregg köper Gossington Hall (familjen Bantrys hem i Liket i biblioteket) och spelar huvudrollen i en film som spelas in i en närliggande studio. Men när hon med nöd och näppe undkommer ett mordförsök och en lokal kvinna dör istället, följt av en senare död, måste miss Marple gå igenom fakta om Greggs förflutna för att avslöja en tragedi. | [ 18 ]    |

## Produktion
BBC-producenten Guy Slater gav Joan Hickson rollen som Miss Marple. Serien spelades in med början 1983 i bland annat Norfolk, Devon, Oxfordshire och Barbados. Staden Nether Wallop i Hampshire fungerade även som Miss Marples hemby St. Mary Mead. Slater ersattes av producenten George Gallaccio, från och med den fjärde filmen. I eftertexterna står det att filmerna är "A BBC-tv production in association with the Arts and Entertainment Network, USA and the Seven Network, Australia".
Den första serien bestod av fyra böcker uppdelade på tio avsnitt, vardera cirka 55–60 minuter långa, och sändes i Storbritannien mellan december 1984 och mars 1985. Den andra säsongen innehöll ytterligare fyra böcker, anpassade till åtta avsnitt, men de två första kombinerades till ett 100 minuter långt avsnitt som visades på juldagen 1986, följt av de återstående sex avsnitten på 50 minuter vardera i januari och februari 1987. De återstående fyra berättelserna sändes som fristående, 120 minuter långa långfilmsavsnitt under julperioderna 1987, 1989, 1991 och 1992. Så småningom, med flera repriser, sändes alla tolv berättelserna som både fristående, långfilmslånga berättelser och uppdelade i 50-55 minuter långa avsnitt.
Hickson svor att inte göra någon mer film efter 1989 års "Ett karibiskt mysterium" men övertalades att återvända för de två sista filmerna 1991 och 1992. "Ett karibiskt mysterium" spelades in på plats på Coral Reef Hotel i Barbados, där Christie hade bott under sitt besök i landet, och som hade varit inspirationen till miljön för romanen. Ägarna Budge och Cynthia O'Hara, som fortfarande ägde hotellet trettio år senare, var inspirationskällorna för karaktärerna i romanen och kunde dela en skattkammare av Christie-memorabilia med skådespelarna.
Det suggestiva ledmotivet till TV-serien komponerades av Ken Howard och Alan Blaikley. Seriens förtexter innehöll målningar av den berömda illustratören Paul Birkbeck av ett till synes trevligt byliv, förmörkat av misstänksamma karaktärer och bilden av ett mordoffer på en cricketbana. Skvallriga kvinnor fick det att se ut som om de dolde hemligheter, medan kyrkoherden verkade gömma sig i skuggorna. I slutet fäller en rik aristokrat en bitter tår när hon tittar ut genom fönstret på sin herrgård. I de fyra första filmatiseringarna var målningarna svartvita, men från och med "Mordet i prästgården" ersattes de av nya färgteckningar. Dessutom visade dessa ersättningsfärgteckningar karaktärerna med det tidiga 1950-talets mode och frisyrer, i motsats till de svartvita karaktärerna som målades i slutet av 1940-talets mode, med hänvisning till tidens gång i berättelserna. Färgteckningen av frun i herrgården innehåller också en viss animation, där gardinerna hon ser genom sakta böljar i vinden. Seriens eftertexter innehöll ett kontemplativt porträtt av Hickson som Miss Marple i sin karakteristiska stråhatt. Även denna reviderades efter de fyra första anpassningarna. Den senare bilden visade Miss Marple utan sina glasögon.
Filmatiseringarna av böckerna Ett karibiskt mysterium (1964) och Nemesis (1971) filmatiserades i fel ordning. "Nemesis" producerades i februari 1987 och "Ett karibiskt mysterium" i december 1989. Betydelsen av detta är att karaktären Jason Rafiel, som introduceras i Ett karibiskt mysterium och i Nemesis, har dött och gjort en begäran till Miss Marple att lösa ett år gammalt mysterium. Eftersom de två avsnitten filmades i fel ordning har tittarna på "Nemesis" ingen aning om vilken roll Jason Rafiel spelade i Miss Marples liv tills de ser "Ett karibiskt mysterium". Rafiel spelades av Frank Gatliff i "Nemesis" och av Donald Pleasence i "Ett  karibiskt mysterium".
Karaktären polisinspektör Craddock presenterar en annan inkonsekvens i serien. Karaktären är helt klart okänd för Miss Marple i "Ett mord annonseras" men i sitt andra framträdande i "Spegeln sprack från kant till kant" är Craddock Miss Marples brorson.
Alla avsnitt utspelar sig på 1950-talet. "Mordet i prästgården" utspelar sig 1954, enligt en skylt om att pengar samlas in till kyrkofonden. Detta sker efter händelserna i "Liket i biblioteket", som Miss Marple berättar kort om när hon beskriver hur hon först stötte på kommissarie Slack. "Nemesis" utspelar sig i augusti 1955 enligt datumet på ett brev som skickades till Miss Marple. "Ett karibiskt mysterium" utspelar sig dessförinnan, antingen 1951 (från datumet på en biblioteksbok) eller 1952 (fotografier av drottning Elizabeth II på Barbados-administratörens kontor). "Bertrams hotell" utspelar sig relativt kort efter lanseringen av ITV (i september 1955), alltså troligen 1956 (även om den också visar London Hilton färdigställd, vilket tyder på tidigt 1960-tal), och "4.50 från Paddington" utspelar sig 1957, under lanseringen av Sputnik.

## Mottagande
Det första avsnittet mottogs entusiastiskt av kritikerna. The Times sa att "när du väl har fastnat kommer du inte att kunna stänga av", och The Sun sa att det var en serie "med dragkraft och riktig klass". Om avsnitt två, "Mord per korrespondens", skrev The Daily Telegraph: "Än en gång är Guy Slaters produktion uppbyggd kring Joan Hicksons briljanta prestation, bakom vars blekta blå ögon och ungmöaktiga mumlande kan man se detektivintelligensens hjul snurra runt. Företaget är oklanderligt castat, vackert ordnat, kärleksfullt fotograferat." Recensionerna för efterföljande filmer var lika positiva.
Alan McKee, från "Museum of Broadcast Communications", recenserar serien som "ett bra exempel på en 'arvsproduktion'", populär på 1980-talet. Den kombinerar ny viktorianism i moraliska normer och en tillrättalagd version av Englands förflutna. De flesta ligger i ett lantligt förflutet, engelsk arkitektur och herrgårdar på landet. Liksom många BBC-program är produktionsvärdena oklanderliga och kostymer, hus och inredning, bilar, frisyrer och smink kan alla beskrivas som "överdådiga".
McKee berömmer också serien för att den "är så trogen källmaterialet som möjligt. Miss Marple jagar inte skurkarna själv som Margaret Rutherford gör i sin filmserie, inte heller ändras titlarna på böckerna för att göra dem mer sensationella."
När det gäller Hickson personligen beskrivs hon ofta som den "definitiva" Miss Marple som Christie skulle ha föreställt sig henne, och Hickson personligen krediterade till stor del tilldelningen av en OBE-utmärkelse till rollen, eftersom drottning Elizabeth II var en beundrade av serien och Hicksons prestation.
Hickson nominerades två gånger till British Academy Television Award för bästa skådespelerska under seriens gång. Först 1987 för Mordet i prästgården och sedan igen 1988 för Nemesis.